# Стањо (Парма)
Стањо је насеље у Италији у округу Парма, региону Емилија-Ромања.
Према процени из 2011. у насељу је живело 170 становника. Насеље се налази на надморској висини од 29 м.